# Castillo de Cañaveral
El castillo de Cañaveral está ubicado a unos cuatro km del pueblo de Valencia del Ventoso, provincia de Badajoz en la comunidad autónoma de Extremadura, en una finca bastante llana que perteneció a la Orden del Temple durante poco tiempo ya que la Orden fue disuelta en 1312. Esta zona perteneció posteriormente al Señorío de Feria durante el siglo XV y más adelante, por poco tiempo, a la Orden de Santiago. Según los historiadores, parece muy probable que esta fortificación naciera Juan Beltrán de Guevara, arzobispo de Salerno, cuya partida de nacimiento se guarda en la iglesia parroquial de Valencia del Ventoso pero también le disputa este hecho la población de Oreitia, en la provincia de Álava.
De las escasas ruinas que quedan, se reconocen los cimientos y arranques de dos paños adyacentes casi ocultos por la maleza. La parte más notoria es la de una construcción prismática que debió ser parte de la Torre del homenaje, hecha a base de mampostería y sillarejo excepto las esquinas, que recibieron un mejor tratamiento ya que están levantadas con sillería bien escuadrada.